# Gene Mako
Constantine "Gene" Mako (Budapeste, 24 de Janeiro de 1916 - Los Angeles, 14 de Junho de 2013) foi um tenista profissional estadunidense.

## Grand Slam finais

### Simples (1 vice)
| Ano  | Campeonato                        | Oponente  | Placar             |
| 1938 | US National Singles Championships | Don Budge | 6–3, 6–8, 6–2, 6–1 |

### Duplas (4 títulos)
| Ano  | Campeonato                        | Parceiro  | Oponentes                      | Placar             |
| 1936 | US National Doubles Championships | Don Budge | Wilmer Allison John Van Ryn    | 6–4, 6–2, 6–4      |
| 1937 | Wimbledon                         | Don Budge | Pat Hughes Raymond Tuckey      | 6–0, 6–4, 6–8, 6–1 |
| 1938 | Wimbledon                         | Don Budge | Henner Henkel Georg von Metaxa | 6–4, 6–3, 3–6, 8–6 |
| 1938 | US National Championships         | Don Budge | John Bromwich Adrian Quist     | 6–3, 6–2, 6–1      |

Vices (3)
| Ano  | Campeonato                | Parceiro  | Oponentes                         | Placar                  |
| 1935 | US National Championships | Don Budge | Wilmer Allison John Van Ryn       | 6–2, 6–3, 2–6, 3–6, 6–1 |
| 1937 | US National Championships | Don Budge | Henner Henkel Gottfried von Cramm | 6–4, 7–5, 6–4           |
| 1938 | French Championships      | Don Budge | Bernard Destremau Yvon Petra      | 6–3 3–6 7–9 1–6         |